# تنها در خانه ۴: پس گرفتن خانه
تنها در خانه ۴: پس گرفتن خانه (به انگلیسی: Home Alone 4: Taking Back the House) فیلمی کمدی خانوادگی کریسمس محصول سال ۲۰۰۲ کشور آمریکا ساخته شده برای تلویزیون به کارگردانی رود دنیل است که اولین بار از شبکه ای‌بی‌سی به عنوان اولین قسمت از فصل چهل و هفتم دنیای شگفت‌انگیز دیزنی در ۳ نوامبر ۲۰۰۲ پخش شد و در ۲ سپتامبر ۲۰۰۲ بر روی دی‌وی‌دی منتشر شد. این فیلم قسمت چهارم فرنچایز تنها در خانه است. فرنچ استوارت، میسی پایل، جیسون بغه، اریک آواری، باربارا بابکوک، جوانا گوئینگ و کلیر کری بازیگران این فیلم هستند. داستان آن درباره کوین مک‌کالیستر است که کریسمس خود را با پدرش و دوست‌دختر جدید او سپری می‌کند، دشمن قدیمی‌اش مارو و همسرش ورا نقشه‌ای برای ربودن شاهزاده‌ای می‌کشند به کمک فردی درونی که کوین به او شک دارد. این اولین فیلم از فرنچایز تنها در خانه است که اکران سینمایی دریافت نمی‌کند.
تنها در خانه ۴ اولین فیلم بدون هیچ گونه مشارکت جان هیوز، خالق مجموعه تنها در خانه است و هیچ یک از بازیگران اصلی را شامل نمی‌شود.
در حالی که تنها در خانه ۳ یک طرح مستقل و شخصیت‌های جدید را به نمایش گذاشت، این فیلم چندین شخصیت اصلی از دو فیلم اول، از جمله کوین مک‌کالیستر را بازمی‌گرداند، اما با بازیگران مختلف تمام نقش‌ها را بازی می‌کنند. این فیلم به دلیل چندین خطای تداوم، غیرقانونی در نظر گرفته می‌شود نسبت به دو فیلم اول. داستان حول محور تلاش کوین برای دفاع از خانه نامادری آینده خود از دشمن قدیمی خود مارو و همسر همدستش ورا می‌چرخد. این آخرین فیلمی بود که رود دنیل قبل از بازنشستگی بعدی خود کارگردانی کرد و در سال ۲۰۱۶ درگذشت.
این فیلم نقدهای منفی دریافت کرد، با انتقاداتی که به اجراها و عدم تداوم با دو فیلم اول اشاره داشت.

## داستان
پیتر مک‌کالیستر که در حال نهایی کردن طلاق از همسرش کیت است، به فرزندانشان، باز، مگان و کوین اعلام می‌کند که او و نامزد ثروتمندش، ناتالی کالبان، از خانواده سلطنتی در عمارت خود پذیرایی می‌کنند و آنها را دعوت می‌کند تا کریسمس را در آنجا بگذرانند. پس از اینکه سه نفر ابتدا این پیشنهاد را رد کردند، کوین پس از مورد آزار قرار گرفتن توسط باز، پیشنهاد را می‌پذیرد و از تجملات عمارت لذت می‌برد.
صبح روز بعد، پیتر و ناتالی بیرون می‌روند در حالی که کوین با خدمتکاران ناتالی، آقای پرسکات و مالی می‌ماند. کوین دشمن قدیمی خود، مارو مرچینز و همسرش، ورا را در حال گشت زنی در خانه مشاهده می‌کند. پس از ناکامی در جلب توجه آقای پرسکات از طریق آیفون داخلی، او با سیل خانه آنها را فراری می‌دهد. وقتی پیتر و ناتالی برمی‌گردند، آنها از باور کردن توضیح کوین امتناع می‌کنند، به خصوص از آنجایی که آقای پرسکات ادعا می‌کند چیزی ندیده است. کوین متوجه می‌شود که دوربین‌های امنیتی در حین سرقت خاموش شده‌اند، که او را به این باور می‌رساند که آقای پرسکات با مارو و ورا همدست است. برای بالا بردن روحیه خود، کوین، پیتر و ناتالی درخت کریسمس خود را تزئین می‌کنند، اگرچه بعداً به درخواست ناتالی توسط دکوراتورهای حرفه‌ای دوباره تزئین می‌شود.
در حالی که عمارت برای یک مهمانی برای ورود خانواده سلطنتی آماده می‌شود، پیتر و ناتالی برای بردن آنها می‌روند، در حالی که کوین مارو و ورا را که به عنوان پذیرایی کننده‌ها مبدل شده‌اند، مشاهده می‌کند. او آقای پرسکات را در فریزر به دام می‌اندازد، مخفیانه طرح مارو و ورا را برای ربودن شاهزاده برای باج‌خواهی می‌شنود و آنها را از پنجره بیرون می‌اندازد. خانواده سلطنتی به دلیل لغو پرواز خود قادر به شرکت در مهمانی نیستند، بنابراین پیتر و ناتالی تصمیم می‌گیرند به جای آن نامزدی خود را اعلام کنند. مارو و ورا به داخل خانه می‌دوند و کوین را تعقیب می‌کنند، که به طور تصادفی با برخورد به مهمانان و سرنگون کردن یک مجسمه یخی که معلوم می‌شود آقای پرسکات منجمد شده است، مهمانی را خراب می‌کند. پیتر عصبانی شده است، کوین را به اتاقش می‌فرستد، از باور کردن داستان او امتناع می‌کند و او را متهم می‌کند که سعی دارد رابطه او با ناتالی را خراب کند، که اگر دوباره بدرفتاری کند، تهدید می‌کند که او را از خانه بیرون می‌کند.
با دست گرفتن امور به دست خود، کوین برای مارو و ورا تله‌های انفجاری می‌چیند. صبح روز بعد، این دو نفر پس از اینکه پیتر و ناتالی برای بردن خانواده سلطنتی می‌روند، به خانه می‌روند. کوین آقای پرسکات را در زیرزمین قفل می‌کند، اما سرانجام متحد واقعی مارو و ورا، مالی را کشف می‌کند که او نیز مادر مارو است. کوین با آقای پرسکات در زیرزمین قفل می‌شود، که اعتراف می‌کند دوربین‌ها را در حین سرقت اولیه خاموش کرده است زیرا او به دلیل تنفر از کار برای ناتالی، یک استراحت برنامه‌ریزی نشده از وظایف خود گرفته بود؛ او و کوین سپس به خاطر قضاوت اشتباه یکدیگر عذرخواهی می‌کنند. پس از چندین تلاش ناموفق برای تماس با کیت، کوین از طریق آسانسور خانه فرار می‌کند و موقتاً مارو را زیر آن به دام می‌اندازد. مارو و ورا کوین را از طریق خانه تعقیب می‌کنند، جایی که تله‌ها را فعال می‌کنند و از جراحات مختلف رنج می‌برند، در حالی که مالی در آسانسور خانه به دام می‌افتد.
در فرودگاه، پیتر مشکوک است که چیزی در خانه اشتباه است و با تاکسی به خانه ناتالی برمی‌گردد تا به کوین سر بزند. کیت، باز و مگان نیز به دلیل ماهیت مشکوک تماس‌های انجام شده توسط کوین و مالی، به عمارت می‌روند. کوین از یک ضبط تغییر یافته صدای مارو برای تحریک یک بحث بین او و ورا استفاده می‌کند و آنها را با یک هواپیمای کنترل از راه دور از یک پله پایین می‌اندازد. این دو نفر سپس توسط کوین با یک سوئیچ مخفی دیوار فریب می‌خورند، روی یک لوستر پرتاب می‌شوند و توسط سقوط خود بی‌هوش می‌شوند. مالی که فرار کرده است، کوین را می‌گیرد، اما به سرعت توسط آقای پرسکات که او نیز از طریق شفت آسانسور فرار کرده است، بیهوش می‌شود و با پلیس تماس می‌گیرد.
در حالی که پیتر، کیت، باز و مگان می‌رسند، کوین با کمک باز و مگان، از تلاش نهایی فرار مارو و ورا جلوگیری می‌کند. خانواده سلطنتی و ناتالی می‌رسند و توطئه مجرمان برای ربودن شاهزاده برای شوک ناتالی فاش می‌شود. آقای پرسکات به توصیه کوین، از سمت خود به عنوان خدمتکار او استعفا می‌دهد. پیتر با درک اینکه رابطه آنها بر اساس شیفتگی ساخته شده است و نه عشق و بر مسئولیت‌های او به عنوان یک شوهر و پدر تأثیر گذاشته است، با ناتالی قطع رابطه می‌کند و با کیت و فرزندانشان آشتی می‌کند. خانواده سلطنتی که از کوین برای خنثی کردن توطئه ربودن سپاسگزار هستند، کریسمس را با مک‌کالیسترهای تازه متحد شده می‌گذرانند و ناتالی را ویران می‌کنند.

## بازیگران
- مایک واینبرگ در نقش کوین مک‌کالیستر، پسری نه ساله که از خانه در برابر مارو و ورا دفاع می‌کند. او در دو فیلم اول توسط مکالی کالکین به تصویر کشیده شد.
- فرنچ استوارت در نقش مارو مورچینز، شوهر ورا و دشمن قدیمی کوین، او در دو فیلم اول توسط دنیل استرن به تصویر کشیده شد. ظاهر و لباس او در تنها در خانه ۴ بیشتر شبیه همکار سابقش هری لایم (جو پشی) در دو فیلم اول است.
- میسی پایل در نقش ورا مورچینز، همسر مارو و عروس مالی که او به عنوان شخص درونی آنها خدمت می‌کند.
- اریک آواری در نقش آقای پرسکات، ساقی
- باربارا بابکوک در نقش مالی مورچینز، خدمتکار و مادر مارو و مادرشوهر ورا که او به عنوان شخص درونی آنها خدمت می‌کند.
- جیسون بغه در نقش پیتر مک‌کالیستر، پدر کوین، باز و مگان. او در دو فیلم اول توسط جان هرد به تصویر کشیده شد.
- جوانا گوئینگ در نقش ناتالی کالبان، دوست‌دختر پیتر.
- گیدئون جیکوبز در نقش باز مک‌کالیستر، برادر بزرگتر کوین. او در دو فیلم اول توسط دوین راتری به تصویر کشیده شد.
- چلسی روسو در نقش مگان مک‌کالیستر، خواهر بزرگتر کوین. او در دو فیلم اول توسط هیلاری وولف به تصویر کشیده شد.
- لیزا کینگ در نقش ملکه
- کریگ گلدنهویس در نقش ولیعهد
- آندره روتمن در نقش پادشاه

## تولید

### فیلم‌برداری
تنها در خانه ۴ در کیپ‌تاون، آفریقای جنوبی فیلم‌برداری شد.

### انتخاب بازیگران
هیچ یک از بازیگران اصلی فیلم‌های تنها در خانه نقش‌های خود را تکرار نکردند و با بازیگران مختلف جایگزین شدند.
دنیل استرن، که مارو را در دو فیلم اول تنها در خانه به تصویر کشیده بود، برای تکرار نقش خود دعوت شد، اما پس از خواندن فیلمنامه اصلی، با نامیدن فیلم «توهین، زباله کامل»، این کار را رد کرد. در نهایت، فرنچ استوارت در این نقش بازی کرد.

## انتشار

### رسانه خانگی
این فیلم در ۳ نوامبر ۲۰۰۲ در تلویزیون نمایش داده شد و در ۲ سپتامبر ۲۰۰۳ بر روی دی‌وی‌دی منتشر شد.

### پخش جریانی
در نوامبر ۲۰۲۰، دیزنی شروع به پخش سه فیلم اول تنها در خانه در سرویس استریم دیزنی پلاس خود به مناسبت سی‌امین سالگرد فیلم اول کرد. قسمت‌های چهارم و پنجم در اچ‌بی‌او مکس منتشر شد، و در ۱۷ دسامبر ۲۰۲۱ به دیزنی پلاس اضافه شد.

## پذیرایی

### پاسخ انتقادی
کلینت موریس از مووی‌هول، به تنها در خانه ۴ یک ستاره از پنج ستاره داد و نوشت: «از عناوین افتتاحیه ارزان قیمت و ناخوشایند تا ارزش‌های تولید مبهم، بلافاصله واضح است که تنها در خانه ۴ در همان پارک با پیشینیان محبوب خود بازی نمی‌کند... این غمگین است». جولی هرمان از کامن سنس مدیا نیز به فیلم یک ستاره از پنج ستاره داد و نوشت: «گگ‌های بازیافت شده بدون هیچ یک از جذابیت‌های اصلی». جری رابرتز از آرم‌چر مدیا به فیلم یک ستاره از چهار ستاره داد. سو رابینسون از ریدیو تایمز به فیلم یک ستاره از پنج ستاره داد و نوشت: «شما باید تعجب کنید که چرا زحمت کشیده‌اند».
مکالی کالکین، که کوین را در دو فیلم اول به تصویر کشیده بود، برای اولین بار در سال ۲۰۱۸ در حین حضور در مجموعه اینترنتی بهترین از بدترین، فیلم را تماشا کرد. کالکین از کیفیت پایین فیلم و عدم تداوم فیلم‌های قبلی سرگرم شده بود، اما در نهایت تحت تأثیر قرار نگرفت و در پایان قسمت، یک نسخه وی‌اچ‌اس از آن را نابود کرد.

## دنباله
تنها در خانه: سرقت تعطیلات در آن شبکه در فصل کریسمس ۲۰۱۲ به نمایش درآمد. در این فیلم کریستین مارتین به عنوان شخصیت اصلی ۱۰ ساله، فین باکستر بازی می‌کند. داستان حول محور نقل مکان خانواده از کالیفرنیا به مین می‌چرخد، جایی که فین متقاعد می‌شود که خانه جدید او متروکه است. وقتی والدینش در آن سوی شهر سرگردان می‌شوند و فین با خواهر بزرگترش الکسیس در خانه تنها می‌ماند، او تله‌هایی برای گرفتن روح‌های خانه جدید خود می‌چیند که در عوض برای گروهی از دزدها (با بازی مالکوم مک‌داول، دبی میزار و ادی استیپلز) مشکل‌ساز می‌شوند. این فیلم همچنین با بازی اد اسنر، تهیه‌کنندگی استودیوهای تلویزیونی فاکس و کارگردانی پیتر هویت بود.